# Oconto (condado de Oconto, Wisconsin)
Oconto es un pueblo ubicado en el condado de Oconto en el estado estadounidense de Wisconsin. En el Censo de 2010 tenía una población de 1.335 habitantes y una densidad poblacional de 14,05 personas por km².

## Geografía
Oconto se encuentra ubicado en las coordenadas 44°53′19″N 87°56′28″O / 44.88861, -87.94111. Según la Oficina del Censo de los Estados Unidos, Oconto tiene una superficie total de 94.99 km², de la cual 93.97 km² corresponden a tierra firme y (1.07%) 1.02 km² es agua.

## Demografía
Según el censo de 2010, había 1.335 personas residiendo en Oconto. La densidad de población era de 14,05 hab./km². De los 1.335 habitantes, Oconto estaba compuesto por el 98.58% blancos, el 0.07% eran afroamericanos, el 0.52% eran amerindios, el 0.45% eran asiáticos, el 0% eran isleños del Pacífico, el 0.07% eran de otras razas y el 0.3% pertenecían a dos o más razas. Del total de la población el 0.6% eran hispanos o latinos de cualquier raza.